# Warriors de Bologne
Pour les articles homonymes, voir Bologne (homonymie).
Stade
Maillots
Champion 1986
Les Warriors de Bologne (Bologna Warriors) est un club italien de football américain basé à Bologne. Ce club qui évolue à l'Alfheim Field (1 250 places assises) fut fondé en 1981.

## Palmarès
- Champion d'Italie : 1986
- Vice-champion d'Italie : 1983, 1984, 1988, 2005, 2008, 2011
- Champion d'Italie moins 21 : 2006, 2008
- Vice-champion d'Italie moins 21 : 2007